# Церковь Святой Екатерины (Омск)
Церковь Святой Екатерины — историческое религиозное здание в Омске, построенное в XVIII веке и единственный храм того времени, сохранившийся до наших дней. Ныне в нём располагается музей УВД Омской области.

## Расположение здания и архитектурная оценка
Кирха (церковь) расположена в историческом центре города Омска на восточной стороне крепостного плаца Омской Крепости недалеко от берега реки Иртыш. Здание является памятником архитектуры позднего Сибирского барокко. Сочетание архитектурных форм, гибкости, и толстый слой штукатурки придали зданию яркости и сделали его одним из лучших памятников архитектуры XVIII века. Проект здания был утверждён главным командованием Сибирского Войска, возглавляемым генерал-поручиком И. И. Шпрингером. Здание было построено в 1790—1792 годах при генерале Г. Э. фон Штрандмане.
Церковь представляет собой прямоугольное здание в стиле барокко с большим полукруглым алтарём. Главный фасад, выходивший на крепостную площадь, имеет центрально-симметричную композицию: посередине ризалит (часть здания, выступающая за линию фасада во всю его высоту) с тремя арочными окнами, пространства между которыми украшены пилястрами (плоскими вертикальными выступами в стене, заменяющими колонны), и фронтоном; боковые части имеют по два арочных окна. Углы здания скруглены и также украшены пилястрами. Вход в кирху был с южной стороны. Первоначально он имел портал с колоннами. Позднее вход был оформлен высоким крыльцом с парапетом из фигурной решетки и козырьком на изящных кронштейнах из кованого металла. До конца XIX столетия над зданием кирхи была восьмигранная башня с куполом. Позднее, в 1906—1908 гг. над ней была построена башня в готическом стиле. Эти перемены во внешнем облике здания связывались с особенностями национальной самобытности лютеран. Таким образом, замена общего стиля здания с «международного» барокко на готику была сделана с намерением придать ей более «германский» вид. Однако башня была демонтирована в 1970 году.
Декоративные элементы:
- стены гладкие, с пилястрами
- извилистые карнизы
- полукруглые окна, декорированные наличниками

Интерьер кирхи до наших дней не сохранился.

## История

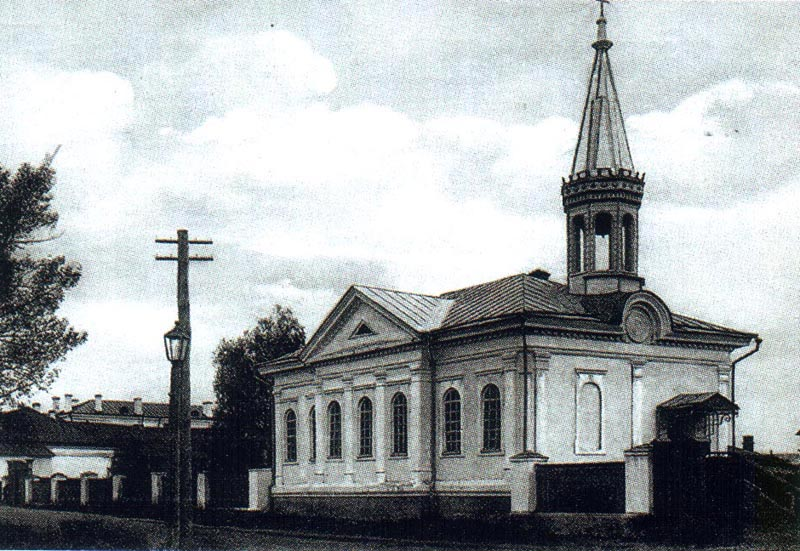
Исторический вид здания

### Строительство и развитие (XVIII в. — 1920 г.)
Первыми лютеранами, поселившимися в Сибири были военнопленные, захваченные во время Северной Войны 1700—1721 годов. Пленных шведских солдат и офицеров использовали в качестве рабочей силы и руководителей строительных отрядов при возведении Омской крепости. Строительство в середине XVIII в. сибирских пограничных линий привело к увеличению числа военнослужащих-лютеран, что создало предпосылки для постройки зданий для возникавших лютеранских приходов в гарнизонах. Среди командующих пограничными линиями было много этнических немцев.
Кирха возводилась на пожертвования военных и была рассчитана на 100 мест.
В Акмолинской области, где находилась омская кирха, количество лютеран с 1897 по 1910 гг. в результате переселенческого движения увеличилось с 5145 до 29 038 человек. Немецкое население Омска, среди которого было много лютеран, с 1897 по 1914 гг. увеличилось с 437 до 3400 человек.

### Советский период и гонения на церковь (1920—1971 гг.)
После революции 1917 года и Гражданской Войны над кирхой, как и над другими религиозными зданиями, сгустились тучи. В августе 1920 года здание было передано в собственность муниципалитета. Через год евангелическо-лютеранская церковь вместе с имуществом передана в аренду общине верующих, состоявшей из 45 человек. В 1930 г. у общины изъяли и передали в архив 133 экземпляра книг на немецком языке. В начале 1930-х гг. кирха была закрыта и отдана под нужды города. Готическая башенка была разобрана в период с 1930 по 1970 годы.

### Из церкви в музей (1972 г. — н.в)
В 1972 году здание было реконструировано в связи с постройкой Дворца культуры им. Ф. Э. Дзержинского. Был проведён капитальный ремонт и появился переход, соединивший здание с ДК. В ходе реконструкции убрали пристройку, которая долгое время скрывала алтарную апсиду.
С 1977 г. в бывшей кирхе находится музей УВД Омской области. Решением Омского облисполкома № 239/10 от 26 июня 1980 г. здание было признано памятником архитектуры и взято на государственный учёт.

### Знаменитые прихожане
Кирха знаменита своими прихожанами, среди которых были и представители власти, как государственной, так и местной. В качестве примера можно указать Г. Х. Гасфорд (1794—1874, генерал-губернатор Западно-Сибирской губернии в период с 1851 по 1861 годы, герой Отечественной Войны 1812 года, участник военных кампаний на Кавказе, Польше и Австро-Венгрии). Во времена его правления были присоединены Заилийская область и некоторые другие крупные территории, было реформировано Сибирское Казачье Войско, переселились 80 000 эмигрантов из европейской части Российской Империи, построено 200 церквей и открыто много школ. Такие именитые омские архитекторы как Фредерик Фридрихович Вагнер (1821—1876) и Э. И. Эзет (1838—1892) также были в своё время прихожанами кирхи святой Екатерины. В 1890 г. в церковный совет входили Степной генерал-губернатор М. А. Таубе, городской голова Э. И. Эзет, позднее губернатор Акмолинской области Е. О. Шмидт и другие.